# Bredstedt
Bredstedt település Németországban, Schleswig-Holstein tartományban. Lakosainak száma 5826 fő (2023. december 31.). . A város neves szülötte Christian Carl Magnussen, „a frízek festője”.

## Népesség
A település népességének változása:
| Lakosok száma | 4915 | 5224 | 5436 | 5429 | 5429 | 5624 | 5736 | 5826 |
|               | 1975 | 2015 | 2017 | 2018 | 2019 | 2021 | 2022 | 2023 |